# Лідія Кваранта
Лідія Джемма Маттіа Кваранта (італ. Lidia Quaranta; 6 березня 1891 — 5 березня 1928, Турин) — італійська акторка німого кіно, яка знялася в понад 70 фільмах.

## Життєпис
Народилася в Туріні. У неї є дві молодші сестри-близнючки Летиція й Ізабелла, теж акторки. 
Почала кар'єру театральної акторки в компанії Данте Тесту. У 1910 році разом із сестрою Летицією вона була найнята кіностудією Італа фільм (Itala film). 
У 1928 році за день до свого 37-го дня народження акторка померла від пневмонії.

## Творчість
Перший раз як акторка з'явилася в 1910 році в невеликій короткометражці L'unknown. Потім Лідія Кваранта знялася в таких фільмах, як «Таємниці душі» (1912), «Скринька мільйонів», «Тигр» (1913) і «Кабірія» (1914), які принесли їй успіх. Особливу популярність на міжнародному рівні отримала за «Кабірію» (реж. Джованні Пастроне), де виконала головну роль. З 1915—1920 роках Лідія Кваранта знялася в багатьох фільмах різних продюсерських компаній Турина. Завдяки своїй популярності в цей час вона заробляла понад 10 000 лір в місяць під час контракту з Itala Film, що зробило її найбільш високооплачуваною акторкою в Італії. В основному вона знімалася у фільмах драматичного жанру. В 1925 році відбулося її остання поява у фільмі «Я хочу зрадити свого чоловіка» з Аугусто Бандіні в головній ролі і Альберто Колло.

## Вибрана фільмографія
- Невідомий (1910)
- Таємниці психіки (1912)
- Таємниці душі (1912)
- Кабірія (1914)
- Скринька мільйонів (1914)
- Роман спортсмена (1915)
- Роман смерті (1916)
- В руках долі (1916)
- Розірвана вуаль (1917)
- Полум'я (1920)
- Я хочу зрадити свого чоловіка (1925)